# 彼得·漢姆
彼得·威廉·漢姆（1947年4月27日—1975年4月24日 ）是一位英國歌手、詞曲作者和吉他手，最出名的是作為20世紀70年代搖滾樂隊壞手指樂隊的主唱和作曲家，該樂隊的熱門歌曲包括《 無論 》、《日復一日 》 和 《淡藍色 》。他還與他人合作創作了抒情歌曲《失去你 》，這是哈利·尼爾森的全球冠軍單曲，成為數百名藝術家翻唱的標準歌曲。 1973年，漢姆因這首歌獲得了兩項艾弗·諾韋洛獎 。
在壞手指樂團被其詐欺經紀人Stan Polley搞垮後，漢姆於1975年27 Club自殺身亡，終年27歲。壞手指樂團的聯合主唱兼詞曲作者湯姆·埃文斯也於1983年自殺身亡。

## 早年生活
彼得‧威廉‧哈姆出生於威爾斯史雲斯。他是威廉和凱瑟琳（娘家姓坦納）哈姆最小的孩子，有三個兄弟姐妹，約翰（1937年 - 2015 年）、艾琳（1943年 - 1991年）和威廉（生於1935年），他們在嬰兒時期就去世了。他於1985年去世。她於1976年去世，比彼得晚一年。
哈姆在位於史雲斯Townhill莊園腳下的格溫特花園長大。他就讀於戈爾斯初級學校，很早就顯露出音樂天賦。他常在學校操場上演奏口琴。皮特的第一份工作是擔任電視和廣播工程師學徒。

## 事業
他在1961年左右組建了一支名為The Panthers的當地搖滾樂隊。Mal Evans（披頭四私人助理）的注意，最後在得到四名披頭四成員的認可後，簽約披頭四的蘋果唱片公司，據報道，四名成員對樂隊的歌曲創作能力印象深刻。
Iveys樂團更名為壞手指樂隊，並發行了單曲《Come and Get It》，這首歌由保羅·麥卡尼創作，並成為全球熱門歌曲十大熱門歌曲。
漢姆最初反對使用非原創歌曲來宣傳樂隊，因為他對樂隊的作品很有信心。不過他很快就相信了一首可能成為熱門單曲的跳板效應。他堅持不懈的創作最終得到了回報，他的《無論》在1970 年代末成為又一首全球十大熱門歌曲。《Day After Day》和《淡藍色》。
漢姆最偉大的歌曲創作成就來自他與樂隊成員湯姆·埃文斯合作創作的歌曲《失去你》這首歌在當時是全球排名第一的。使這首歌風靡全球。
喬治·哈里森在許多專輯錄製中都曾使用過漢姆的才華，包括《 All Things Must Pass 》 專輯以及其他蘋果唱片藝術家的錄音。1971年，漢姆與哈里森在孟加拉國音樂會上演奏原聲吉他二重奏《太陽來了》，兩人的友誼隨著哈姆的演奏而達到頂峰，這首曲子被記錄在孟加拉國音樂會的戲劇電影中。1972年，在蘋果唱片公司瀕臨破產、壞手指樂隊準備獲得廣泛認可之際，華納兄弟唱片公司收購了壞手指樂隊。 華納兄弟唱片公司起訴壞手指樂隊的業務經理Stan Polley ，原因是他的預支消失了。由於他們目前的專輯突然被撤回，後續作品也被拒絕，壞手指樂隊在1975年初的幾個月裡一直在試圖弄清楚在不明確的法律情況下該如何繼續下去。他們的1975年3月工資支票沒有兌現，4月份的支票也從未寄到。金買了一棟價值30,000英鎊的房子。根據1974 - 1975年的樂團成員鮑伯·傑克森 ，樂隊試圖在沒有波利參與的情況下繼續演出，他們聯絡了倫敦各地的預訂代理商和潛在經紀人，但由於他們與波利的限制合約和即將採取的法律行動，他們經常被拒絕。雖然據報道1975年初漢姆曾多次嘗試透過電話聯繫波利，但是始終未能聯絡他。

## 個人生活
漢姆與安妮·弗格森有一段戀情，漢姆自殺時，她已懷孕八個月。他們都住在薩裡。哈姆唯一的孩子，一個名叫彼得拉的女兒，在他去世後出生。自2013年起，她住在蘇格蘭格拉斯哥。2000年，安妮和湯姆·埃文斯的遺孀與吉賓斯和柯林斯一起向法庭起訴，追討未付的版稅。

## 逝世
1975年4月23日晚上漢姆接到來自美國的電話，電話告知他所有的錢都消失了。當天晚上稍後時間，他遇到了湯姆·埃文斯，他們一起去了薩裡的白鹿酒吧，漢姆喝了十杯威士忌 。1975年4月24日凌晨三點，埃文斯開車送他回家。
當天上午晚些時候，漢姆在沃金的車庫工作室中上吊自殺，距離他的28歲生日僅剩三天。他的遺書－寫給他的女友安妮‧赫里歐特(Anne Herriot)；以及她的兒子佈萊爾——都將自己的絕望和無力應對生活中的失望大部分歸咎於波利。紙條上寫道：
"安妮，我愛你。布萊爾，我愛你。我不會被允許去愛和信任每個人。這樣更好。皮特。附言：斯坦·波利 是個沒有靈魂的混蛋。"
在過去的幾個月裡，漢姆的精神疾病跡像日益嚴重，吉賓斯記得漢姆曾用香煙燙傷他的手和胳膊。里斯頓火葬場，斯旺西；他的骨灰被撒在紀念花園裡。五月之後，華納兄弟終止了與壞手指樂隊的合約，壞手指樂隊解散。

## 遺產
漢姆經常被認為是「強力流行音樂」流派的較早倡導者之一。
他在流行音樂中影響最為廣泛的是民謠《失去你》，這首歌是他和Badfinger 樂隊成員Tom Evans共同創作的。漢姆的家庭演示錄音合輯在他死後陸續發行：1997年的《7 Park Avenue》、1999年的《Golders Green》， 以及2013年的《1966 –67 年的 Keyhole 街頭示威》。2022年，漢姆的《Demos Variety Pack》發布。

### 藍色牌匾
2013年4月27日（當天是漢姆66歲生日），斯旺西市議會在他的家鄉揭幕了一塊官方藍色牌匾，以紀念他。出席揭幕儀式的有壞手指樂隊原形 The Iveys 的兩位前成員：Ron Griffiths和David Jenkins，以及前 Badfinger 成員 Bob Jackson。這塊牌匾是為了紀念漢姆以及他一生中所有艾維和巴德芬格樂隊的成員。頒獎典禮之後是一場音樂會，由前 Badfinger 成員 Bob Jackson 和 Al Wodtke 表演。
該牌匾被貼在高街火車站的外面，因為它靠近樂隊練習的Ivey Place。
這塊牌匾是用英文寫的，其中的一些單字被翻譯成了威爾斯語，內容如下：
Pete Ham
1947 - 1975
 屬於 Swansea 樂隊 / O'r band o Abertawe
 The Iveys 1962-1969
 與 / gyda, Ron Griffiths、Mike Gibbins 和/ a David Jenkin
和/a Badfinger 1969 - 1975
與/ gyda
Tom Evans  1967 年，Joey Molland（利物浦 / Lerpwl）、
Mike Gibbins（斯旺西/ Abertawe）和/a
Bob Jackson （考文垂）
Dinas a Sir Abertawe

## 唱片目錄
The Iveys
- 《Maybe Tomorrow》（1969年）

壞手指樂隊
- 《神奇的基督教音樂 》（1970年）
- 《 No Dice 》（1970年）
- 《 Straight Up》（1971年）
- 《 Ass 》（1973年）
- 《 Badfinger 》（1974年）
- 《 希望你在這裡 》（1974年）
- 《Head First 》（2000年，錄製於 1974年）

個人專輯
- 《 7 號公園大道 》（1997年）
- 《 Golders Green 》（1999年）
- 《 1966–67 年的 Keyhole 街頭示威遊行 》（2013年）
- 《不，別放手/你真是個好女人》（2013年 - 單曲）
- 《Demos Variety Pack》（2022年 - 示範合集）
- 《誤解》（2023年）
- 《格溫特花園》（2023年）

客座藝術家
- 《孟加拉音樂會 》（音樂會、專輯和電影）
- 喬治·哈里森 的《萬物必將消逝 》（專輯）
- 靈高·史達 的《 It Don't Come Easy 》（單曲）
- 《 Try Some, Buy Some 》—喬治·哈里森] （單曲）
- 《生活在物質世界中 》（未註明來源[13]） - 喬治·哈里森 （專輯）

## 來源
- Blake, John. . Perigee Books. 1981年. ISBN 978-0-399-50556-0.
- Jones, David. . St. David's Press. 2001年. ISBN 978-1-902719-09-2.
- Katz, Gary J.  (AC-3, Colour, DVD-Video, Special Edition, NTSC). US and Canada: Geneon Universal Entertainment. 1997. 6304676999.
- Matovina, Dan. . Frances Glover Books. 2000年. ISBN 978-0-9657122-2-4.
- Simmonds, Jeremy. . Chicago Review Press. 2008年. ISBN 978-1-55652-754-8.
- Valentine, Jack. . Xulon Press. 2006年. ISBN 978-1-60034-774-0.

## 外部連結
- Pledgemusic page for Keyhole Street （页面存档备份，存于）
- 彼得·漢姆在互联网电影资料库（IMDb）上的資料（英文）
- 在Find a Grave上的彼得·漢姆
- Blue Plaque （页面存档备份，存于）